# Bundestagswahlkreis Mittelsachsen
Der Bundestagswahlkreis Mittelsachsen (Wahlkreis 160; bis zur Bundestagswahl 2021 Wahlkreis 161) ist ein Bundestagswahlkreis in Sachsen, der zur Bundestagswahl 2009 neu gebildet wurde. Er umfasst den Landkreis Mittelsachsen ohne die Städte Geringswalde, Lunzenau, Penig, die Gemeinden Claußnitz, Erlau, Hartmannsdorf, Königshain-Wiederau, Lichtenau und Wechselburg sowie die in den Verwaltungsgemeinschaften Burgstädt und Rochlitz zusammengeschlossenen Gemeinden.

## Bundestagswahl 2025
| Kandidaten                       | Kandidaten                    | Parteien/Listen       | Erststimmen | Erststimmen | Zweitstimmen | Zweitstimmen |
| Kandidaten                       | Kandidaten                    | Parteien/Listen       | Stimmen     | %           | Stimmen      | %            |
| -------------------------------- | ----------------------------- | --------------------- | ----------- | ----------- | ------------ | ------------ |
|                                  | Ralf Walper                   | SPD                   | 13.321      | 9,1         | 11.145       | 7,6          |
|                                  | Johann Haupt                  | CDU                   | 39.665      | 27,0        | 30.403       | 20,6         |
|                                  | Sebastian Walter              | Bündnis 90/Die Grünen | 3.680       | 2,5         | 5.172        | 3,5          |
|                                  | Philipp Hartewig              | FDP                   | 4.284       | 2,9         | 4.676        | 3,2          |
|                                  | Carolin Bachmanngewählt im WK | AfD                   | 66.688      | 45,4        | 64.094       | 43,5         |
|                                  | Nicole Weichhold              | Die Linke             | 13.234      | 9,0         | 11.800       | 8,0          |
|                                  | Mark Sontowski                | Freie Wähler          | 6.156       | 4,2         | 2.966        | 2,0          |
|                                  | –                             | Tierschutzpartei      | –           | –           | 1.525        | 1,0          |
|                                  | –                             | Die PARTEI            | –           | –           | 561          | 0,4          |
|                                  | –                             | Piraten               | –           | –           | 182          | 0,1          |
|                                  | –                             | Volt                  | –           | –           | 575          | 0,4          |
|                                  | –                             | PdH                   | –           | –           | 146          | 0,1          |
|                                  | –                             | MLPD                  | –           | –           | 43           | 0,0          |
|                                  | –                             | Bündnis Deutschland   | –           | –           | 275          | 0,2          |
|                                  | –                             | BSW                   | –           | –           | 13.924       | 9,4          |
| Gesamt                           | Gesamt                        | Gesamt                | 147.028     | 100         | 147.487      | 100          |
|                                  |                               |                       |             |             |              |              |
| Ungültige Stimmen                | Ungültige Stimmen             | Ungültige Stimmen     | 1.326       | 0,9         | 867          | 0,6          |
| Wähler                           | Wähler                        | Wähler                | 148.354     | 78,9        | 148.354      | 78,9         |
| Wahlberechtigte                  | Wahlberechtigte               | Wahlberechtigte       | 188.107     |             | 188.107      |              |
|                                  |                               |                       |             |             |              |              |
| Quellen: Die Bundeswahlleiterin, |                               |                       |             |             |              |              |

## Geschichte
Mit der Kreisreform von 2008 wurden auch die Wahlkreise in Sachsen grundsätzlich neu gestaltet. Das Gebiet des ehemaligen Landkreises Döbeln und die im ehemaligen Landkreis Mittweida gelegenen Städte Frankenberg/Sa., Hainichen und Mittweida sowie die Gemeinden Kriebstein, Rossau, Altmittweida und Striegistal gehörten bis zur Bundestagswahl 2005 zum Bundestagswahlkreis Döbeln – Mittweida – Meißen II, die des ehemaligen Landkreises Freiberg zum Bundestagswahlkreis Freiberg – Mittlerer Erzgebirgskreis. Zur Bundestagswahl 2013 wurde die Nummer des Wahlkreises von 162 in 161 geändert und zur Bundestagswahl 2025 in 160.

## Wahlkreisabgeordnete
| Wahl | Abgeordneter | Abgeordneter      | Partei | Stimmen in % |
| ---- | ------------ | ----------------- | ------ | ------------ |
| 2009 |              | Veronika Bellmann | CDU    | 43,6         |
| 2013 | 51,9         | Veronika Bellmann | CDU    |              |
| 2017 | 32,4         | Veronika Bellmann | CDU    |              |
| 2021 |              | Carolin Bachmann  | AfD    | 33,4         |
| 2025 | 45,4         | Carolin Bachmann  | AfD    |              |

## Historische Wahlergebnisse

### Bundestagswahl 2021
Der Wahlkreis Mittelsachsen wird im 20. Deutschen Bundestag direkt von Carolin Bachmann (AfD) vertreten. Über die Landesliste der FDP erlangte Philipp Hartewig einen Sitz im Bundestag.
| Kandidaten                       | Kandidaten                    | Parteien/Listen      | Erststimmen | Erststimmen | Zweitstimmen | Zweitstimmen |
| Kandidaten                       | Kandidaten                    | Parteien/Listen      | Stimmen     | %           | Stimmen      | %            |
| -------------------------------- | ----------------------------- | -------------------- | ----------- | ----------- | ------------ | ------------ |
|                                  | Carolin Bachmanngewählt im WK | AfD                  | 48.725      | 33,4        | 43.821       | 30,0         |
|                                  | Veronika Bellmann             | CDU                  | 34.638      | 23,8        | 25.603       | 17,5         |
|                                  | Stefan Hartmann               | DIE LINKE            | 12.164      | 8,3         | 11.687       | 8,0          |
|                                  | Alexander Geißler             | SPD                  | 25.727      | 17,7        | 27.000       | 18,5         |
|                                  | Philipp Hartewig              | FDP                  | 14.420      | 9,9         | 16.897       | 11,6         |
|                                  | Lea Fränzle                   | GRÜNE                | 5.398       | 3,7         | 6.822        | 4,7          |
|                                  | –                             | Tierschutzpartei     | –           | –           | 2.860        | 2,0          |
|                                  | –                             | Die PARTEI           | –           | –           | 1.366        | 0,9          |
|                                  | –                             | NPD                  | –           | –           | 713          | 0,5          |
|                                  | –                             | Freie Wähler         | –           | –           | 3.206        | 2,2          |
|                                  | –                             | PIRATEN              | –           | –           | 514          | 0,4          |
|                                  | Marcus Lieder                 | ÖDP                  | 1.259       | 0,9         | 549          | 0,4          |
|                                  | –                             | V-Partei³            | –           | –           | 120          | 0,1          |
|                                  | –                             | MLPD                 | –           | –           | 86           | 0,1          |
|                                  | Thomas Linke                  | dieBasis             | 3.397       | 2,3         | 2.446        | 1,7          |
|                                  | –                             | Bündnis C            | –           | –           | 281          | 0,2          |
|                                  | –                             | III. Weg             | –           | –           | 257          | 0,2          |
|                                  | –                             | DKP                  | –           | –           | 116          | 0,1          |
|                                  | –                             | Die Humanisten       | –           | –           | 246          | 0,2          |
|                                  | –                             | Gesundheitsforschung | –           | –           | 774          | 0,5          |
|                                  | –                             | Team Todenhöfer      | –           | –           | 292          | 0,2          |
|                                  | –                             | Volt Deutschland     | –           | –           | 336          | 0,2          |
| Gesamt                           | Gesamt                        | Gesamt               | 145.728     | 100         | 145.992      | 100          |
|                                  |                               |                      |             |             |              |              |
| Ungültige Stimmen                | Ungültige Stimmen             | Ungültige Stimmen    | 2.005       | 1,4         | 1.741        | 1,2          |
| Wähler                           | Wähler                        | Wähler               | 147.733     | 76,2        | 147.733      | 76,2         |
| Wahlberechtigte                  | Wahlberechtigte               | Wahlberechtigte      | 193.828     |             | 193.828      |              |
|                                  |                               |                      |             |             |              |              |
| Quellen: Die Bundeswahlleiterin, |                               |                      |             |             |              |              |

### Bundestagswahl 2017
| Kandidaten                       | Kandidaten                     | Parteien/Listen   | Erststimmen | Erststimmen | Zweitstimmen | Zweitstimmen |
| Kandidaten                       | Kandidaten                     | Parteien/Listen   | Stimmen     | %           | Stimmen      | %            |
| -------------------------------- | ------------------------------ | ----------------- | ----------- | ----------- | ------------ | ------------ |
|                                  | Veronika Bellmanngewählt im WK | CDU               | 48.230      | 32,4        | 41.189       | 27,7         |
|                                  | Falk Neubert                   | DIE LINKE         | 20.785      | 14,0        | 21.582       | 14,5         |
|                                  | Simone Raatz                   | SPD               | 17.782      | 12,0        | 14.487       | 9,7          |
|                                  | Heiko Hessenkemper             | AfD               | 46.827      | 31,5        | 46.522       | 31,2         |
|                                  | Matthias Wagner                | GRÜNE             | 4.626       | 3,1         | 4.112        | 2,8          |
|                                  | –                              | NPD               | –           | –           | 1.967        | 1,3          |
|                                  | Philipp Hartewig               | FDP               | 8.652       | 5,8         | 11.767       | 7,9          |
|                                  | –                              | PIRATEN           | –           | –           | 651          | 0,4          |
|                                  | –                              | FREIE WÄHLER      | –           | –           | 1.549        | 1,0          |
|                                  | –                              | BüSo              | 1.772       | 1,2         | 384          | 0,3          |
|                                  | –                              | MLPD              | –           | –           | 154          | 0,1          |
|                                  | –                              | BGE               | –           | –           | 346          | 0,2          |
|                                  | –                              | DiB               | –           | –           | 253          | 0,2          |
|                                  | –                              | ÖDP               | –           | –           | 350          | 0,2          |
|                                  | –                              | Die PARTEI        | –           | –           | 1.442        | 1,0          |
|                                  | –                              | Tierschutzpartei  | –           | –           | 1.960        | 1,3          |
|                                  | –                              | V-Partei³         | –           | –           | 174          | 0,1          |
| Gesamt                           | Gesamt                         | Gesamt            | 148.674     | 100         | 148.889      | 100          |
|                                  |                                |                   |             |             |              |              |
| Ungültige Stimmen                | Ungültige Stimmen              | Ungültige Stimmen | 1.974       | 1,3         | 1.759        | 1,2          |
| Wähler                           | Wähler                         | Wähler            | 150.648     | 74,7        | 150.648      | 74,7         |
| Wahlberechtigte                  | Wahlberechtigte                | Wahlberechtigte   | 201.629     |             | 201.629      |              |
|                                  |                                |                   |             |             |              |              |
| Quellen: Die Bundeswahlleiterin, |                                |                   |             |             |              |              |

### Bundestagswahl 2013
| Kandidaten                       | Kandidaten                     | Parteien/Listen   | Erststimmen | Erststimmen | Zweitstimmen | Zweitstimmen |
| Kandidaten                       | Kandidaten                     | Parteien/Listen   | Stimmen     | %           | Stimmen      | %            |
| -------------------------------- | ------------------------------ | ----------------- | ----------- | ----------- | ------------ | ------------ |
|                                  | Veronika Bellmanngewählt im WK | CDU               | 74.209      | 51,9        | 64.971       | 45,3         |
|                                  | Lothar Schmidt                 | DIE LINKE         | 29.079      | 20,3        | 29.525       | 20,6         |
|                                  | Simone Raatz                   | SPD               | 22.079      | 15,4        | 19.070       | 13,3         |
|                                  | Marco Weißbach                 | FDP               | 3.203       | 2,2         | 4.933        | 3,4          |
|                                  | Sebastian Tröbs                | GRÜNE             | 4.583       | 3,2         | 4.703        | 3,3          |
|                                  | Heidelore Karsten              | NPD               | 6.702       | 4,7         | 5.305        | 3,7          |
|                                  | –                              | BüSo              | –           | –           | 207          | 0,1          |
|                                  | –                              | MLPD              | –           | –           | 139          | 0,1          |
|                                  | –                              | AfD               | –           | –           | 8.997        | 6,3          |
|                                  | –                              | pro Deutschland   | –           | –           | 634          | 0,4          |
|                                  | –                              | FREIE WÄHLER      | –           | –           | 1.848        | 1,3          |
|                                  | Stephan Pschera                | PIRATEN           | 3.131       | 2,2         | 3.042        | 2,1          |
| Gesamt                           | Gesamt                         | Gesamt            | 142.986     | 100         | 143.374      | 100          |
|                                  |                                |                   |             |             |              |              |
| Ungültige Stimmen                | Ungültige Stimmen              | Ungültige Stimmen | 2.592       | 1,8         | 2.204        | 1,5          |
| Wähler                           | Wähler                         | Wähler            | 145.578     | 69,1        | 145.578      | 69,1         |
| Wahlberechtigte                  | Wahlberechtigte                | Wahlberechtigte   | 210.677     |             | 210.677      |              |
|                                  |                                |                   |             |             |              |              |
| Quellen: Die Bundeswahlleiterin, |                                |                   |             |             |              |              |

### Bundestagswahl 2009
| Kandidaten                       | Kandidaten                     | Parteien/Listen   | Erststimmen | Erststimmen | Zweitstimmen | Zweitstimmen |
| Kandidaten                       | Kandidaten                     | Parteien/Listen   | Stimmen     | %           | Stimmen      | %            |
| -------------------------------- | ------------------------------ | ----------------- | ----------- | ----------- | ------------ | ------------ |
|                                  | Veronika Bellmanngewählt im WK | CDU               | 61.579      | 43,6        | 54.525       | 38,5         |
|                                  | Simone Raatz                   | SPD               | 20.800      | 14,7        | 18.677       | 13,2         |
|                                  | Lothar Schmidt                 | DIE LINKE         | 32.744      | 23,2        | 34.630       | 24,5         |
|                                  | Sandro Dierbeck                | FDP               | 14.032      | 9,9         | 19.726       | 13,9         |
|                                  | Claudia Glanz                  | GRÜNE             | 5.921       | 4,2         | 6.208        | 4,4          |
|                                  | Peter Naumann                  | NPD               | 6.320       | 4,5         | 6.200        | 4,4          |
|                                  | –                              | BüSo              | –           | –           | 803          | 0,6          |
|                                  | –                              | REP               | –           | –           | 483          | 0,3          |
|                                  | –                              | MLPD              | –           | –           | 315          | 0,2          |
| Gesamt                           | Gesamt                         | Gesamt            | 141.396     | 100         | 141.567      | 100          |
|                                  |                                |                   |             |             |              |              |
| Ungültige Stimmen                | Ungültige Stimmen              | Ungültige Stimmen | 2.294       | 1,6         | 2.123        | 1,5          |
| Wähler                           | Wähler                         | Wähler            | 143.690     | 64,4        | 143.690      | 64,4         |
| Wahlberechtigte                  | Wahlberechtigte                | Wahlberechtigte   | 223.149     |             | 223.149      |              |
|                                  |                                |                   |             |             |              |              |
| Quellen: Die Bundeswahlleiterin, |                                |                   |             |             |              |              |